# Ingel Fallstedt

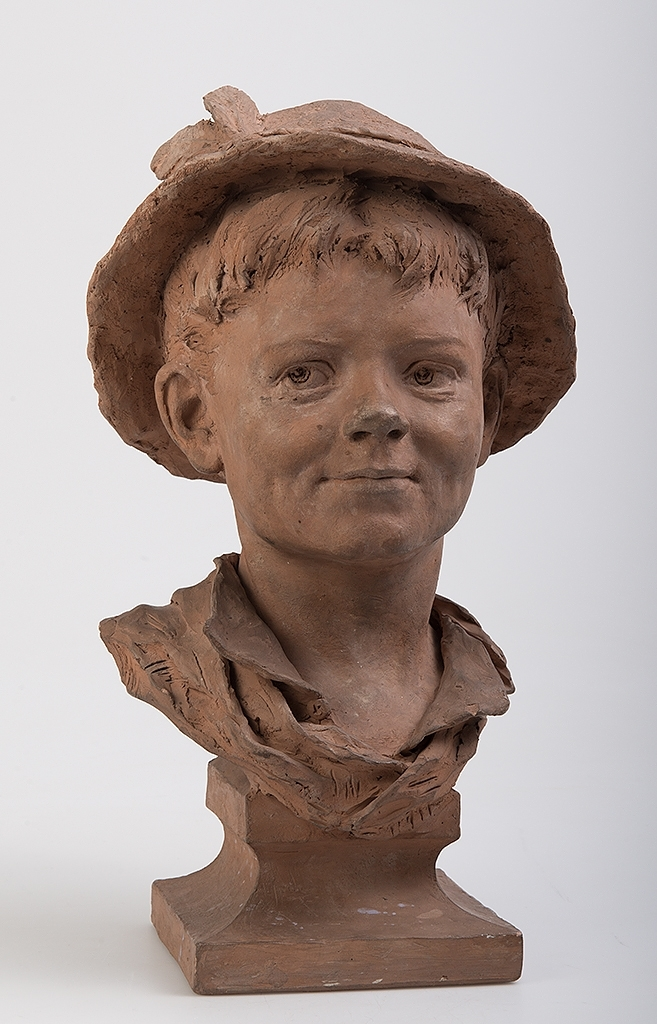
Fiskarpojke av Ingel Fallstedt i rödaktig lera. Utförd i Paris under perioden 1876–1881.

Ingel Fallstedt, född 20 oktober 1848 i Klara församling i Stockholm, död 13 maj 1899 i Köpenhamn, var en svensk skulptör främst känd för att ha tagit sitt liv innan avtäckningen av hans staty av John Ericsson.

## Biografi
Ingel Fallstedt var son till Hampus Ludvig Fallstedt, kamrer i Riksbanken, och Maria Charlotta Wallander, syster till Josef Wilhelm Wallander, konstnär och professor vid Konstakademien i Stockholm. Mellan åren 1860–1866 var han elev vid Nya elementarskolan i Stockholm, som han lämnade före sin studentexamen. Därefter började han som lantbrukselev på Risberga i Stockholms län och Åkerö slott i Södermanland, för att 1867 börja studera vid Ultuna lantbruksinstitut varifrån han utexaminerades som agronom 1869. Därefter blev han bokhållare på Lövsta i Uppsala län, på Stenhammar i Södermanland och Margretelund i Stockholms län. 
Ingel hade tidigt visat intresse för konsten men det var först året efter faderns död som han vid 24 års ålder påbörjade sin konstnärliga utbildning vid Konstakademin i Stockholm där han studerade 1872–1874. Året därpå fortsatte han sin konstutbildning i München för professor Wittman för att 1876–1881 bosätta sig i Paris. Konstutbildningen hade han bekostat genom arvet från sin far, vilket även bekostade hans myckna festande, men något av arvet fanns kvar även under hans period i Paris. I Paris hade Fallstedt ateljé vid Rue de Tilsit, som var ett inrett skjul. Han hade börjat med skulptur redan under sin tid på Akademin i Stockholm men det var i Paris som han utvecklade den impressionistiska porträttstil som han skulle bli känd för. I Paris ska han bland annat ha umgåtts med Paul Gauguin. 1878 ställdes han ut på Parissalongen, men hade där bara ringa framgång. Kring år 1880 gifte han sig med  skådespelerskan Maria Lovisa Hammarstrand (född i Stockholm 27 maj 1845). Året därpå reste han till Sverige för att delta på den stora Nordiska konstutställningen i Göteborg, och det tillhörande så kallade konstnärsmötet. Under utställningen blev hans byster mycket positivt uppmärksammade vilket ledde till flera beställningar, bland annat av Oscar II.
Därefter flyttade han till Italien och Florens där han bodde i några år för sedan flytta till Köpenhamn. Åren 1883–1885 hade han flera beställningar från danska kungahuset. Kring 1890 flyttade han till Göteborg. Här fick han en mängd beställningar av porträttbyster, bland annat James Fredrik Dickson med fru som kom att bli hans mecenater. Tillsammans med sin konstnärskollega från Paris, Hugo Birger blev Fallstedt mycket populär i Göteborgs sällskapsliv. 1885 var han med och skrev på den skrivelse som Opponenterna adresserade till Konstakademien med krav om modernisering och reformering av konstutbildningen, utställningsverksamheten och konstnärsstödet. Han ingick också i Opponenternas första utställning på Blanchs konstsalong i september samma år. 1897 blev han ledamot av Konstakademien.
Hans sista skulptur blev statyn över uppfinnaren John Ericsson som han slutförde våren 1899 (se nedan). Efter att skulpturen var färdigställd lade han in sig på Lunds lasarett för neurasteni, en diagnos vars symptombild liknar det som i dag kallas utmattningsdepression. Efter fjorton dagar på kliniken reste paret Fallstedt till Köpenhamn där de tog in på ett pensionat på Hovedvagtgade. Tidigt på morgonen den 12 maj låste Fallstedt in sig i ett tomt rum där han efter ett tag hittades död, hängd i en krok i en fönsterpost. Dagen efter skulle paret ha rest till Lund där Fallstedt skulle ha fortsatt sin behandling.

## Verk

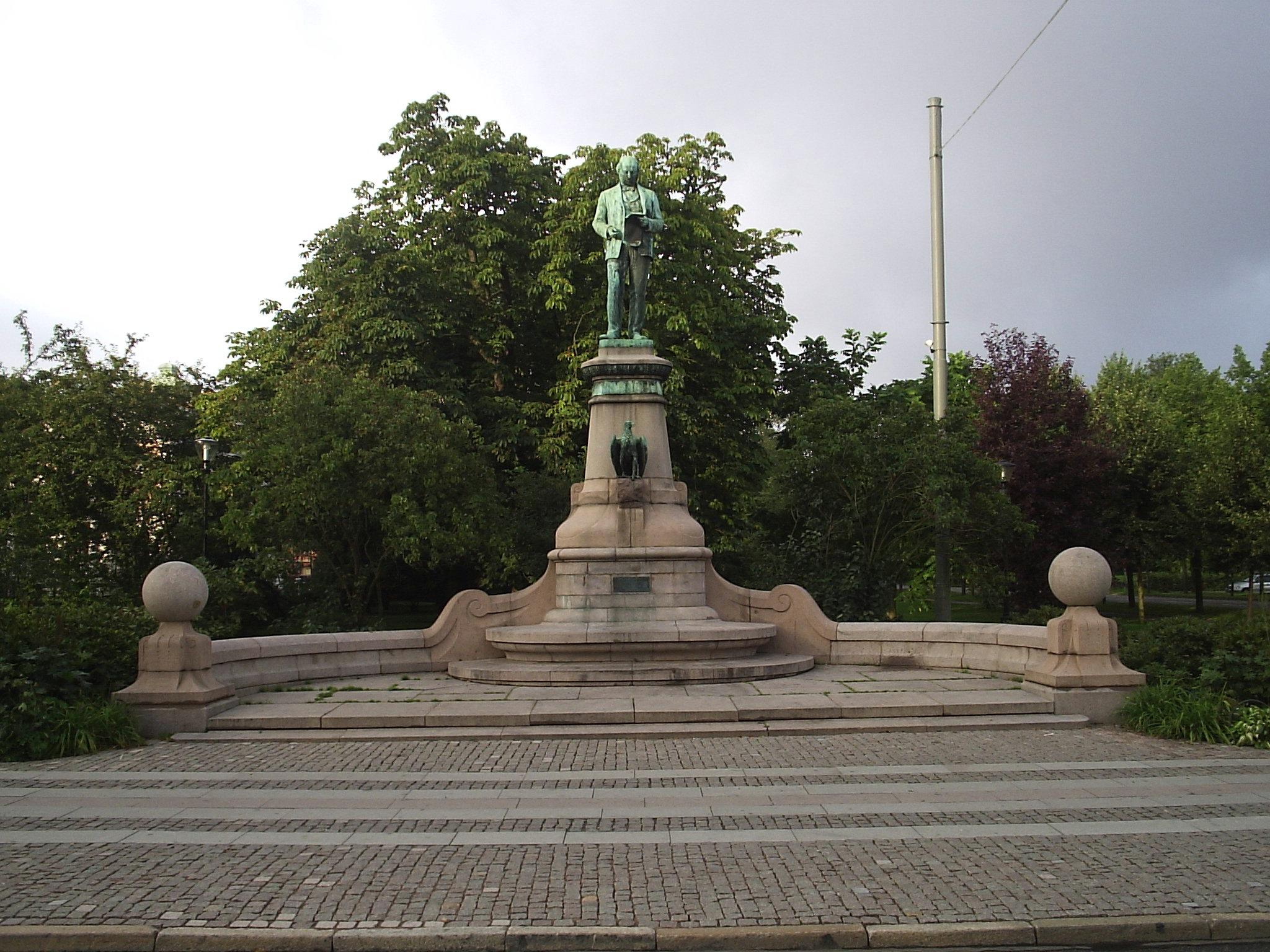
John Ericssons staty i Göteborg.

Ingel Fallstedt gjorde främst porträttbyster i marmor och terrakotta, och han ansågs vara den främste svenska konstnären när det kom till sin behandling av marmorn. Från perioden i Paris finns exempelvis byster av konstnärsvännerna Alfred Wahlberg (1877) och Hugo Salmson (1878) som båda ingår i samlingen på Nationalmuseum. Ett annat porträtt från tiden är av den franske senatorn Jules Simon. I Sverige, i början av 1880-talet gjorde han porträtt av bland andra konstnärerna Georg von Rosen (1881, Göteborgs konstmuseum) och Gustaf Cederström (1883), över Oscar II (1882) och Albert Ehrensvärd, som finns på Göteborgs konstmuseum. Under sin period i Danmark skapade han porträtt av prinsessan Tyra (1884), prins Carl, sedermera kung Håkon VII av Norge (1885), Christian IX, prinsessan Ingeborg och dåvarande kronprinsessan Louise (1886, Nationalmuseum). Tillbaka i Sverige gjorde han beställningsarbeten av bland andra grosshandlare August Röhss (1892), kommendörkapten Emil Ekman, James Fredrik Dickson med fru Eleonore, friherre Johan Nordenfalk (1896, Nationalmuseum), Adolf Nordenskiöld och Adolf Eugène von Rosen.
Förutom porträttbyster är Fallstedt även känd för en kopia av Donatellos Johannes som finns i Fürstenbergska samlingen på Göteborgs konstmuseum, en porträttrelief kallad Skeppsgosse i båt föreställande Christian 0lsen och den polykroma bröstbilden En lärd från 1885 som föreställer Gotthard Werner i rollen som Faust.
Verk av Fallstedt finns bland annat på Göteborgs konstmuseum, Kungliga Akademien för de fria konsterna och Nationalmuseum.

### John Ericsson-statyn
I början av februari 1897 gavs uppdraget åt Fallstedt att skapa en helfigursstaty av uppfinnaren John Ericsson som skulle uppföras i Göteborg. Det var Fallstedt första monument och den skulle gjutas brons, ett material som Fallstedt vanligtvis inte arbetade med. Fallstedts skissförslag var dock en byst på en kolonn, och nedanför denna låg ett väldigt lejon med ett propellerblad mellan tassarna. Fallstedt fick ändå uppdraget på villkor att han skulle skapa en helfigur med armar och ben. Hans idé till kolonnen och sockeln förkastades av kommittén bakom beställningen och det uppdraget gick istället till professor J G Clason samt arkitekterna Yngve Rasmussen och Eugen Thorburn.
Fallstedt modellerade statyn i professor Steins studio på Charlottenborg i Köpenhamn. Underkroppen ska ha vålla Fallstedt stora problem och han arbetade länge med skulpturen utan att bli nöjd. Han hade så pass mycket dubier inför verket att han enligt sin skulptörkollega och assistent Ludvig Brandstrup i perioder ska ha uppträtt mycket agiterad, nästan sinnessjukt, för att sen bli likgiltig inför den. Efter att skulpturen var färdig lades Fallstedt in på lasarettet i Lund för sin "nervsvaghet" men en tid senare tog han sitt liv. Hans assistent Brandstrup, och många andra hävdade att "Det är statyn, som dödat honom."